# Dylan Minnette
Dylan Christopher Minnette (sinh ngày 29 tháng 12 năm 1996) là một nam diễn viên người Mỹ.
Minette được biết đến với vai diễn trong bộ phim kinh dị Let Me In (2010), phim kinh dị Prisoners (2013), bộ phim hài gia đình Alexander và Alexander and the Terrible, Horrible, No Good, Very Bad Day (2014), hình ảnh gia đình phim Goosebumps, bộ phim kinh dị Don't Breathe (2016), và bộ phim kinh dị The Open House (2018).

## Thời thơ ấu
Minnette được sinh ra ở Evansville, Indiana, con trai của Robyn (Maker) và Craig Minnette. Anh chuyển đến Champaign, Illinois, nơi anh sinh sống trong năm năm, và sau đó chuyển đến Los Angeles để theo đuổi sự nghiệp diễn xuất.
Từ năm 2014, Minnette đã có mối quan hệ với Kerris Dorsey, người mà anh gặp trên bộ phim Alexander and the Terrible, Horrible, No Good, Very Bad Day.

## Danh sách phim

### Điện ảnh
| Năm  | Tên                                                         | Vai            | Ghi chú |
| ---- | ----------------------------------------------------------- | -------------- | ------- |
| 2007 | Game of Life                                                | Billy          |         |
| 2007 | Fred Claus                                                  |                |         |
| 2008 | Snow Buddies                                                | Noah Framm     |         |
| 2008 | The Clique                                                  | Todd Lyons     |         |
| 2010 | Let Me In                                                   | Kenny          |         |
| 2013 | Labor Day                                                   |                |         |
| 2013 | Prisoners                                                   | Ralph Dover    |         |
| 2014 | Alexander and the Terrible, Horrible, No Good, Very Bad Day | Anthony Cooper |         |
| 2015 | Goosebumps                                                  | Zach Cooper    |         |
| 2016 | Don't Breathe                                               | Alex           |         |
| 2017 | The Disaster Artist                                         |                |         |
| 2018 | The Open House                                              | Logan Wallace  |         |

### Truyền hình
| Năm       | Tên Chương Trình                            | Vai                    | Ghi Chú                                                    |
| --------- | ------------------------------------------- | ---------------------- | ---------------------------------------------------------- |
| 2005      | Drake & Josh                                | Jeffrey                | Episode: The Demonator"                                    |
| 2005      | Two and a Half Men                          | Young Charlie Harper   | Episode: "I Always Wanted a Shaved Monkey"                 |
| 2005–2006 | Prison Break                                | Young Michael Scofield | Xuất Hiện Trong 5 Tập                                      |
| 2006      | Mad TV                                      | Billy                  | Mùa 11, tập 8                                              |
| 2006      | The Year Without a Santa Claus              | Iggy Thistlewhite      | Phim truyền hình                                           |
| 2007–2010 | Saving Grace                                | Clay Norman            | Vai chính                                                  |
| 2007      | Grey's Anatomy                              | Ryan                   | Episode: "Haunt You Every Day"                             |
| 2008      | Ghost Whisperer                             | Pierce Wilkins         | Episode: "Stranglehold"                                    |
| 2008      | Rules of Engagement                         | Nicky                  | Episode: "Buyer's Remorse"                                 |
| 2008      | The Mentalist                               | Frankie O'Keefe        | Episode: "Red Hair and Silver Tape"                        |
| 2009      | Supernatural                                | Danny Carter           | Episode: "Family Remains"                                  |
| 2010      | Lost                                        | David Shephard         | Xuất Hiện Trong 4 Tập                                      |
| 2010      | Medium                                      | Cameron                | Episode: "Bring Your Daughter to Work Day"                 |
| 2010–2011 | Men of a Certain Age                        | Reed                   | Xuất Hiện Trong 4 Tập                                      |
| 2011      | Lie to Me                                   | Noah                   | Episode: "Rebound"                                         |
| 2011      | Against the Wall                            | Ryan Spencer           | Episode: "Obsessed and Unwanted"                           |
| 2011      | R. L. Stine's The Haunting Hour: The Series | Corey                  | Episode: "Brush with Madness"                              |
| 2012      | Awake                                       | Rex Britten            | Vai chính                                                  |
| 2012      | Law & Order: Special Victims Unit           | Luca Gabardelli        | Episode: "Learning Curve"                                  |
| 2012      | Major Crimes                                | Avi Strauss            | Episode: "The Ecstasy and the Agony"                       |
| 2013      | Nikita                                      | Stefan Tasarov         | Episode: "Reunion"                                         |
| 2013      | Save Me                                     | Ben Tompkins           | Episode: "The Book of Beth"                                |
| 2013      | R. L. Stine's The Haunting Hour: The Series | Chad                   | Episode: "Funhouse"                                        |
| 2014      | Agents of S.H.I.E.L.D.                      | Donnie Gill / Blizzard | Episodes: "Seeds", "Making Friends and Influencing People" |
| 2014      | Scandal                                     | Fitzgerald "Jerry" Jr. | Xuất Hiện Trong 6 Tập                                      |
| 2017–nay  | 13 Reasons Why                              | Clay Jensen            | Vai chính                                                  |
| 2018      | The Late Late Show with James Corden        | as himself             | Ban Nhạc Wallows                                           |